# مجید توکلی (کارگردان)
مجید توکّلی (زادهٔ ۱۳۶۰ در تهران)، بازیگر و کارگردان سینمای ایران و فارغ‌التحصیل کارشناسی در رشته معماری است. توکلی به عنوان بازیگر در مجموعه‌های تلویزیونی فیلم‌های سینمایی رهایم نکن، حبیب آقا، مرگ سپید (۱۳۸۹)، بوی کافور، عطر یاس (۱۳۷۸) حضور داشته و کارگردانی فیلم‌های سینمایی زیگزاگ، متولد ۶۵، عروسی مردم و کارتن‌خواب را نیز در کارنامه هنری خود دارد. او مشاور کارگردان ایرج طهماسب در برنامهٔ مهمونی می‌باشد.

## فیلم‌شناسی

### کارگردان
- زیگزاگ (۱۳۸۸)[۳]
- عروسی مردم یا روزی دو میلیون (۱۳۹۸)[۴][۵][۶]
- کارتن‌خواب[۷][۸]
- پس از فروش[۹][۱۰]
- عزیز (۱۴۰۲)

### بازیگر
- رهایم نکن
- حبیب آقا[۱۱]
- مرگ سپید (۱۳۸۹)
- بوی کافور، عطر یاس (۱۳۷۸)

### گروه کارگردانی
- دل‌شکسته
- مهمونی

## ساخت فیلم نکوداشت
مجید توکلی کارگردان سینما برای پاسداشت یاد پرویز پورحسینی و چنگیز جلیلوند فیلمی در سال ۱۳۹۹ ساخته‌است.
او گفت: بعد از چندین تجربه متفاوت برای فیلم‌های بزرگداشت، پیشنهاد ساخت این دو فیلم حس و حال عجیبی بود. پرویز پورحسینی بازیگر و چنگیز جلیلوند به عنوان دوبلور، هر دو از افراد محبوب من بودند و برایم سخت بود تا در فقدان‌شان کاری بسازم. به هر حال با توجه به زمان محدودی که در اختیار داریم، تلاش کردیم تا کار متفاوتی نسبت به کارهای گذشته انجام بدهیم.